# Psilocerea russulata
Psilocerea russulata là một loài bướm đêm trong họ Geometridae.